# Prototypes du Starship
Les prototypes du Starship sont diverses parties du lanceur Starship mises au point par la société SpaceX, par une méthode de développement incrémentale entre 2021 et 2023, pour tester différentes architectures, effectuer différents tests au sol (mécaniques, sous-systèmes, fonctionnels) et pour le second étage mettre au point en vol la phase d'atterrissage.  

## Premiers essais
Les premiers essais commencent avec la construction d'un réservoir en fibre de carbone. En 2018, SpaceX change radicalement la conception du vaisseau et opte pour une construction en acier inoxydable cryorésistant (dont la résistance augmente à basse température) et pour l'utilisation d'un bouclier thermique constitué de tuiles thermiques hexagonales en céramique.

## Starhopper

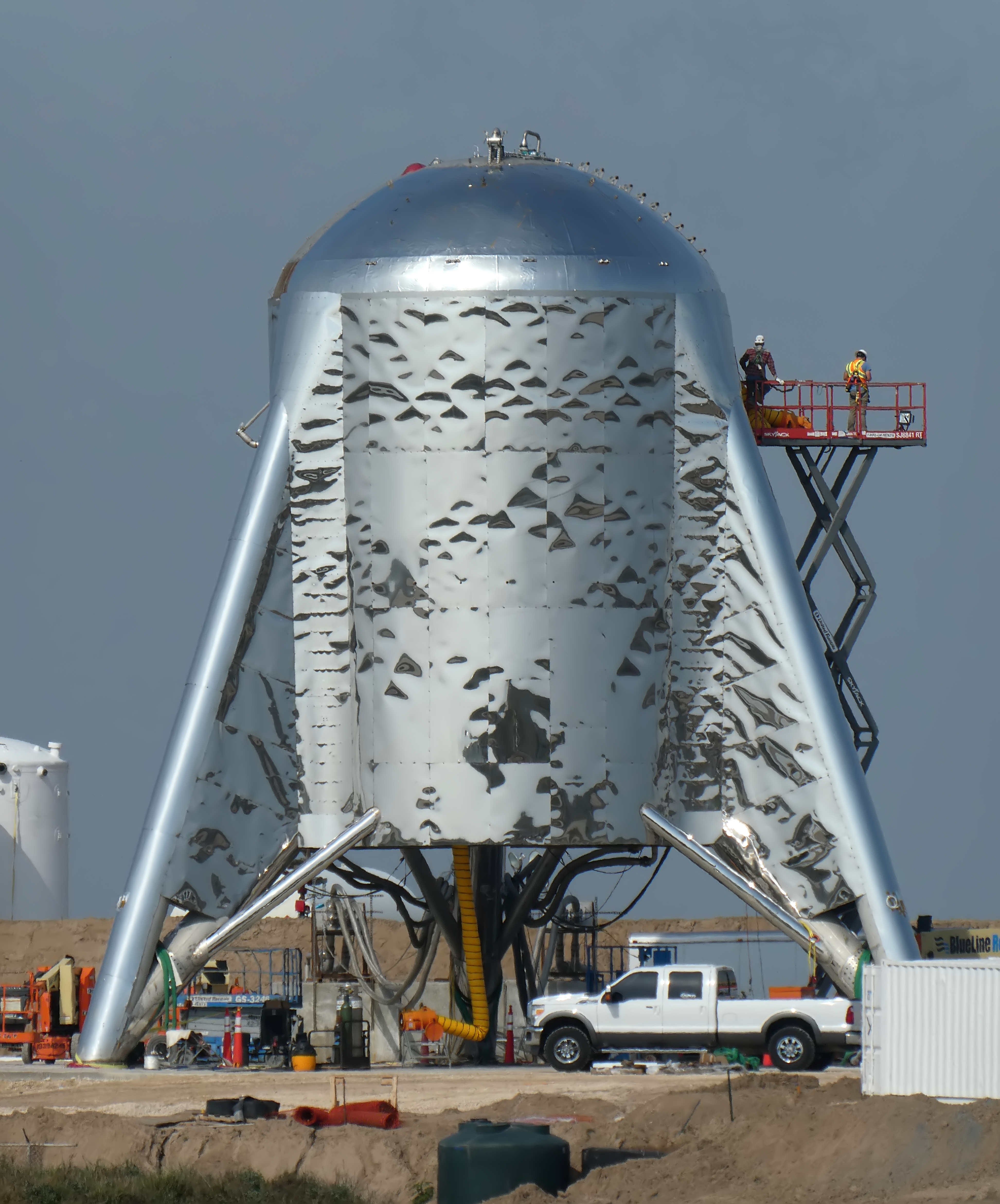
Le prototype de test Starhopper, le 13 mars 2019.

Le premier prototype, appelé Starhopper, permet d'effectuer les premiers tests d'atterrissage du Starship et de tester en vol une partie de ses sous-systèmes. La construction du prototype est réalisée en plein air sur le site de SpaceX South Texas Launch Site, à Boca Chica Village, au Texas à partir de décembre 2018 et est complétée en janvier 2019. Le véhicule, construit en acier inoxydable, a un diamètre de 9 mètres et une hauteur de 18,4 mètres,. Il est prévu pour n'utiliser qu'un seul moteur Raptor.
Le 11 mars 2019, le premier moteur Raptor est livré sur le site et le prototype est transféré sur l'aire de vol. Deux vols captifs ont lieu en avril 2019, puis le moteur est retiré le temps de régler divers problèmes sur celui-ci. Le 25 juillet 2019, SpaceX tente de faire décoller son prototype Starhopper pour un vol test à une altitude de 20 mètres. À cause d'une pression trop forte dans les réservoirs, l'essai est annulé à T + 2 s après l'allumage du moteur. Le lendemain, le Starhopper effectue son premier vol libre à 20 m de hauteur, réalisant un vol stationnaire de quelques secondes avant de se poser en toute sécurité.
Le 26 août 2019, un vol d'une altitude de 150 mètres est annulé à cause d'un dysfonctionnement du système d'allumage du moteur. Le lendemain, Starhopper réalise ce vol et se pose automatiquement 200 m plus loin.

## Les prototypes du second étage

### StarshipMk1, Mk2 et Mk4
En décembre 2018 débute la construction d'un prototype complet du vaisseau, appelé Starship Mk1, suivi du Starship Mk2 en mai 2019. Les deux prototypes sont construits simultanément, l'un à Boca Chica Village au Texas, l'autre à Cocoa Beach en Floride, mettant en compétition les deux équipes de SpaceX. Ce sont les premiers prototypes à taille réelle du Starship, mesurant 9 mètres de diamètre et 50 mètres de haut pour une masse à vide de 200 tonnes, et équipés d'un nez et de volets aérodynamiques.

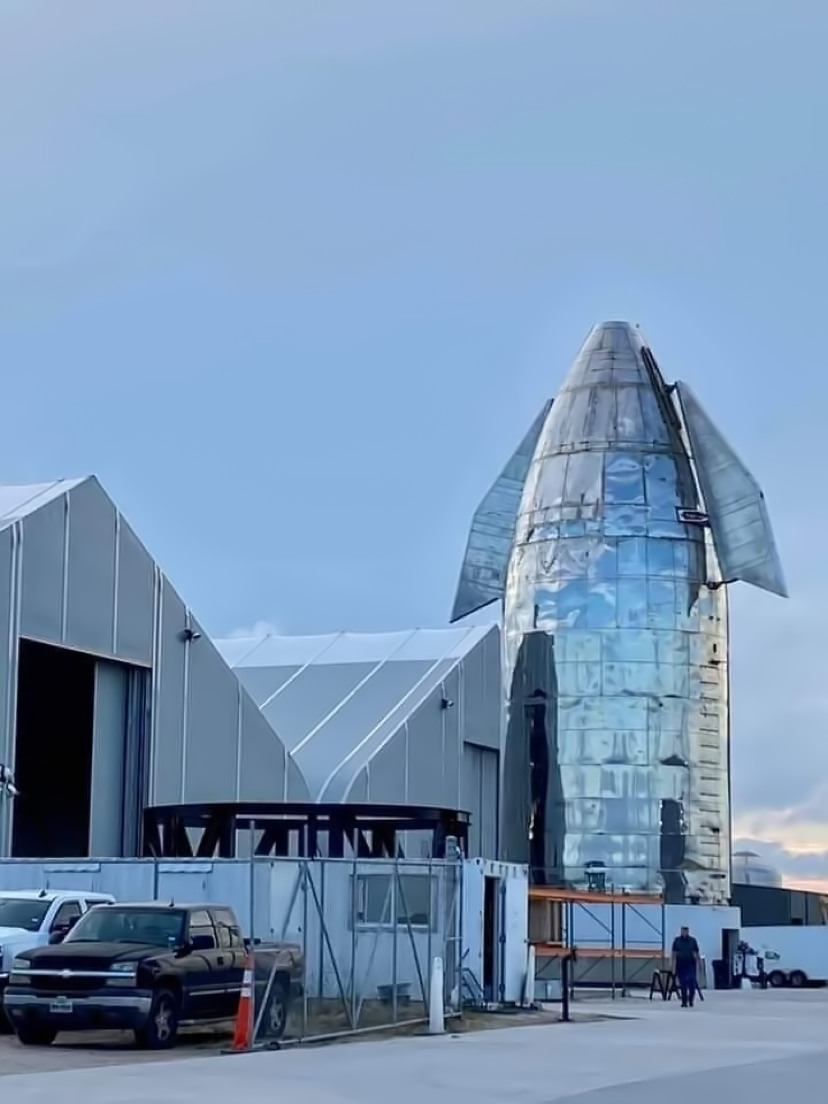
Le nez du Starship Mk1.

Le Starship Mk1 est achevé en septembre 2019 et sert de maquette pour la présentation des nouveautés du Starship par Elon Musk le 28 septembre 2019. Elon Musk annonce lors de cette présentation qu'il prévoit d'effectuer un vol à 20 km d'altitude avant la fin de l'année. Le prototype est ensuite désassemblé et amené sur le site de lancement le 30 octobre 2019, afin de commencer sa phase de test en vue de son vol à haute altitude. Il est toutefois détruit le 20 novembre 2019, lors d'un test de pressurisation à l'azote liquide. Ce sont les soudures du dôme supérieur qui ont lâché, provoquant ainsi la rupture du réservoir.
Fin octobre 2019, la construction d'un nouveau prototype, le Starship Mk4, est entamée. La construction des prototypes Mk2 et Mk4 est arrêtée à la suite de l'échec du Mk1, et le Mk2 est démantelé en juillet 2020. Malgré leur échec, ces trois exemplaires ont permis à SpaceX d'améliorer ses techniques de construction, notamment concernant les anneaux d'acier inoxydable constituant le corps de la fusée et les soudures.

### StarshipSN1, SN3 et SN4
La construction du Starship Mk3, avant d'être renommé par la suite Starship SN1 (le préfixe « SN » signifie serial number), débute en octobre 2019 à Boca Chica Village. Le 28 février 2020, le prototype est détruit lors d'un test de pressurisation à l'azote liquide. Les soudures du dôme de poussée (thrust puck) — dont le rôle est de transmettre la poussée des moteurs à l'ensemble de la fusée — ont lâché, faisant « décoller » le véhicule de quelques mètres avant que celui-ci ne retombe et n'explose totalement.
Début mars 2020 commence la construction d'un nouveau prototype, Starship SN3, suivi de son jumeau, Starship SN4, fin mars 2020. Starship SN3 est détruit le 3 avril 2020 lors du test de pressurisation à l'azote liquide des réservoirs, en raison d'une erreur de configuration. En effet, le réservoir inférieur (oxygène) est dépressurisé et vide tandis que celui du dessus (méthane) était plein d'azote. De ce fait, le véhicule s'est effondré sur lui-même, ne pouvant supporter cette masse supplémentaire. La jupe du SN3 étant intacte, elle est réutilisée sur SN4.
Une fois les débris du SN3 nettoyés, le SN4 est transporté sur le pas de tir afin d'être testé à son tour. Le SN4 est le premier prototype de taille réelle à réussir le test de pressurisation avec de l'azote liquide. Il est également le premier à réussir un remplissage des réservoirs avec les ergols réels (dioxygène liquide et méthane liquide) et une mise sous pression, l'allumage des pré-brûleurs des moteurs et finalement, une mise à feu statique. Au total, il réalise avec succès deux tests de pressurisation à l'azote liquide, à deux pressions différentes et cinq tirs statiques avec deux moteurs différents. Le 29 mai 2020, lors d'un test des systèmes de déconnexion rapide après la cinquième mise à feu statique, une fuite de méthane s'enflamme au contact de la tuyère chaude du moteur et cause la violente destruction du véhicule ainsi que de sévères dommages aux infrastructures de lancement.

### Test Tank SN2, SN7, SN7.1 et SN7.2

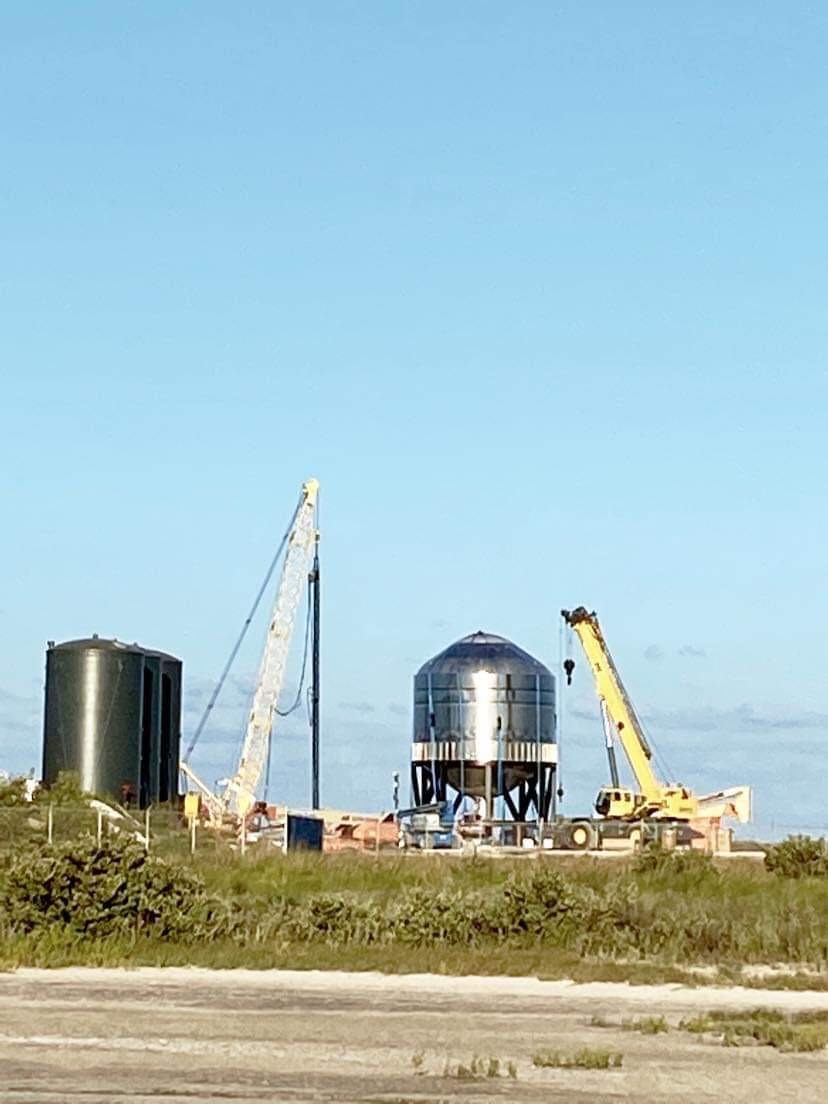
Starship Test Tank SN7.

En février 2020, la construction d'un réservoir à échelle réduite dénommé SN2 débute. Il a pour but de tester les procédés de soudure du dôme de poussée à la suite de l'échec du Starship SN1. Le 8 mars 2020, il subit un test de pressurisation à l'azote liquide qu'il réussit. Pendant ce test, des vérins simulent l'action de trois moteurs sur le dôme de poussée.
La construction d'un deuxième réservoir de test à échelle réduite nommé SN7 commence en mai 2020. Son but est de tester la résistance d'un nouvel alliage d'acier inoxydable, l'inox 304L. Le 15 juin 2020, lors d'un premier test de pressurisation à l'azote liquide, le réservoir commence à fuir à une pression de 7,6 bars. Après réparations, le réservoir est testé jusqu'à destruction le 23 juin 2020.
Au mois de juillet 2020, la construction d'un nouveau réservoir de test à échelle réduite en inox 304L, le SN7.1, est entamée. Il est construit dans le but de tester la résistance de l'inox 304L en simulant la poussée de trois moteurs Raptor en parallèle. Le 23 septembre 2020, le réservoir est testé jusqu'à destruction lors d'un test de pressurisation à l'azote liquide.
En janvier 2021 débute la construction d'un nouveau réservoir de test à échelle réduite, le SN7.2, toujours en inox 304L mais dont les parois ont une épaisseur de 3,2 mm, contre 4 mm pour les anciens prototypes. Cette modification permettrait d'alléger la masse à vide du Starship, ce qui augmenterait la charge utile des futures versions destinées à atteindre l'orbite basse.

### StarshipSN5 et SN6

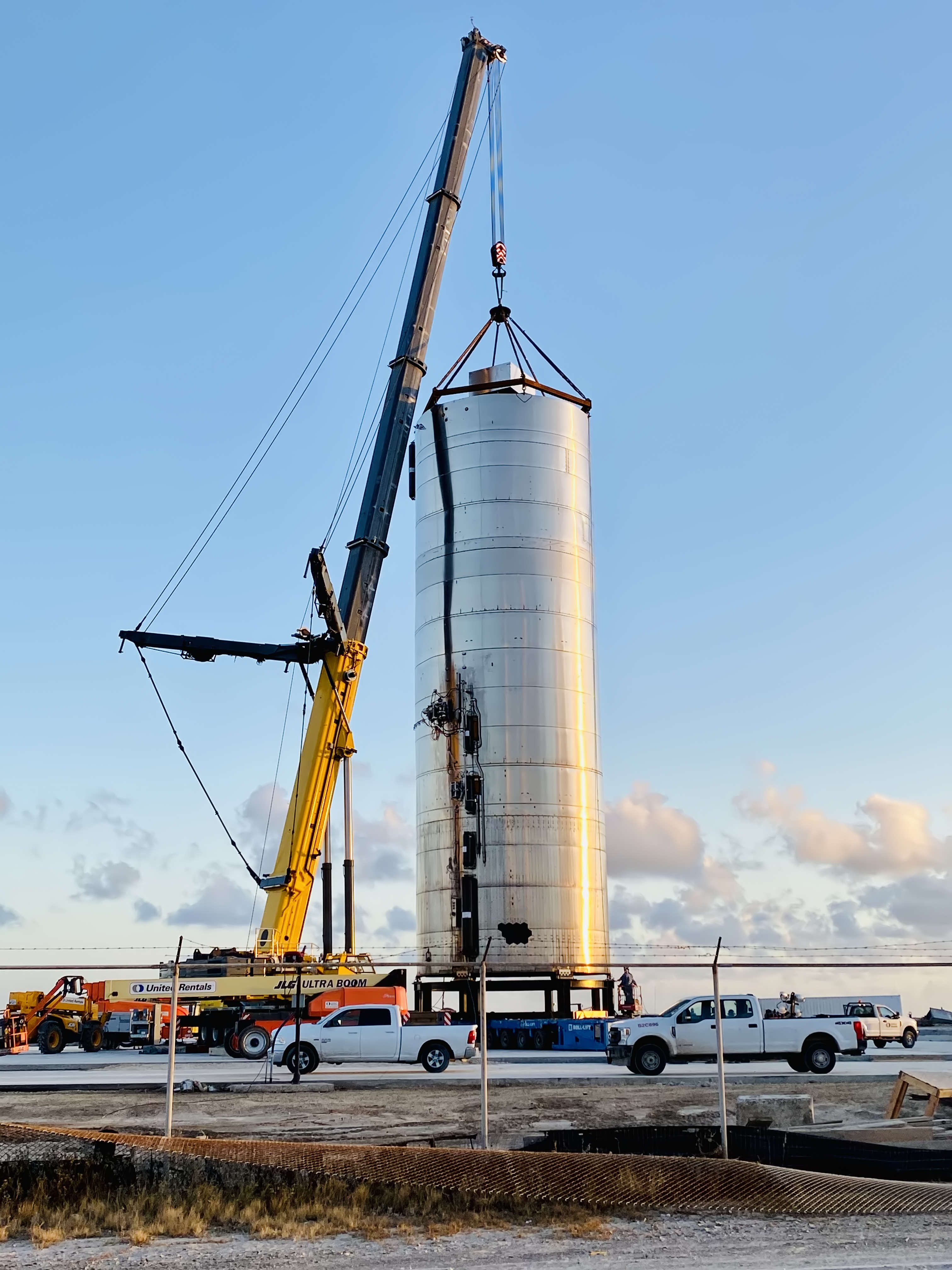
Starship SN5.

La construction d'un nouveau prototype de Starship, dénommé SN5, débute en avril 2020, suivi d'un second nommé SN6 en mai 2020. Ce prototype mesure environ 30 m de haut et 9 m de diamètre. Le Starship SN5 est transporté sur le support de test dans le but de faire un saut à 150 m d'altitude. Il est soumis avec succès à un test de pressurisation des réservoirs à l'azote, puis à une mise à feu statique de son moteur Raptor SN27 unique. Après deux tentatives avortées, le 4 août 2020, SN5 décolle jusqu'à 150 m avant de redescendre et de se poser en douceur sur la zone d'atterrissage après un vol de 45 secondes. Il s'agit du premier vol d'un prototype à taille réelle. Par la suite, SN5 est transporté vers le site de construction pour inspection.
Pendant ce temps, SN6, un prototype identique à SN5, fait le trajet inverse dans l'objectif de réaliser lui aussi un vol à la même altitude. Il subit avec succès le test de pressurisation des réservoirs à l'azote, puis une mise à feu statique de son unique moteur Raptor le 24 août 2020. Le 3 septembre 2020, il effectue avec succès un saut à 150 m d'altitude d'une durée de 45 secondes. SN6 est alors lui aussi transporté au site de construction pour inspection. Il est démantelé en janvier 2021.

### StarshipSN8, SN9, SN10 et SN11

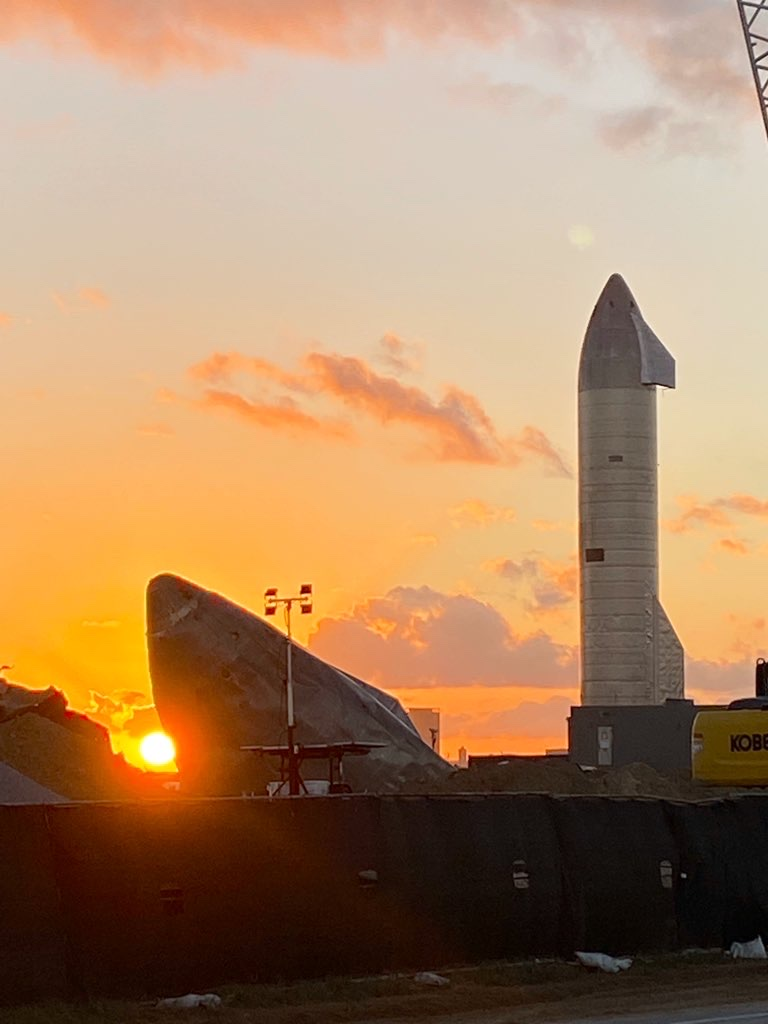
SN9 sur le pas de tir B, à proximité des débris du SN8 au coucher du soleil.

Le Starship SN8 est le premier prototype équipé de volets de corps (body flaps), d'un cône aérodynamique et de trois moteurs. Il réussit les tests de pressurisation des réservoirs à l'azote, puis à la mi-octobre 2020 la mise à feu statique (static fire) de ses trois moteurs. Son cône est assemblé aux réservoirs avant qu'une seconde mise à feu statique ne soit effectuée avec succès début novembre. Quelques jours plus tard, une mise à feu supplémentaire endommage l'un des moteurs qui doit être remplacé avant une quatrième mise à feu statique, qui est un succès. Le 8 décembre 2020, une première tentative de vol à 12,5 km est abandonnée 1,3 seconde avant le décollage, à la suite d'une interruption automatique de la séquence d'allumage des moteurs. Le lendemain, une deuxième tentative a lieu. SN8 décolle de manière nominale et atteint l'altitude attendue de 12,5 km avant d'effectuer une manœuvre de basculement à l'horizontale, une chute libre contrôlée jusqu'au site d'atterrissage en position horizontale (dite belly flop) et pour finir une manœuvre de rallumage des moteurs et de passage de la position horizontale à verticale. Cependant, un manque de pression dans un des réservoirs de carburant cause un manque de puissance lors de la phase d'atterrissage, une vitesse trop élevée et la destruction du prototype. Ce vol, globalement réussi, permet d'effectuer certaines des manœuvres qui seront nécessaires au Starship pour revenir sur Terre après un vol orbital, et ainsi d'être réutilisable.
Le Starship SN9 est un prototype qui partage les mêmes caractéristiques que SN8. Le 11 décembre 2020, la structure de support installée sous SN9 s'est effondrée, provoquant le basculement du véhicule et une collision avec les murs à l'intérieur de la High Bay. SN9 est sécurisé le 14 décembre 2020, révélant des dommages à l'un de ses ailerons avant, qui est par la suite remplacé. Puis, le 22 décembre 2020, SN9 est transporté sur le pas de tir B. Après des tests de pressurisation de ses réservoirs, il effectue sa première mise-à-feu statique le 6 janvier 2021. Le 13 janvier, il effectue trois nouvelles mises-à-feu statiques, suivies d'une dernière le 21 janvier 2021. Le vol d’essai à 10 kilomètres d’altitude se tient le 2 février 2021. Comme pour SN8, le décollage, l'ascension, le retournement à l'apogée et la chute libre en position horizontale se déroulent comme prévu. Cependant, et contrairement à SN8, la manœuvre de retournement finale juste avant l'atterrissage échoue et SN9 s'écrase de biais sur la zone d'atterrissage dans une violente explosion. Lors de cette manœuvre de retournement, deux moteurs Raptor sont censés se rallumer afin de faire pivoter le Starship en position verticale et de le ralentir jusqu'à l'arrêt complet. Dans le cas de SN9, un des deux moteurs ne se rallume pas, alors que le moteur restant est insuffisant pour effectuer la manœuvre seul. Ce Raptor n'a pas pu se rallumer car il était en dessous du seuil de puissance minimale nécessaire à l'allumage.
Le Starship SN10 est le troisième prototype, similaire à SN8 et SN9, entièrement assemblé avec un cône aérodynamique et des volets. Il est installé sur le pas de tir à côté de SN9 le 29 janvier 2021, et n'est pas endommagé par l'explosion de SN9 ayant eu lieu une centaine de mètres plus loin. Pour son vol, la procédure de rallumage des moteurs est modifiée, avec le rallumage de trois moteurs, puis l'extinction des deux moteurs dont les données sont les moins bonnes, afin d'augmenter la redondance. SN10 vole le 3 mars 2021 après deux mises-à-feu statiques. Comme pour SN8 et SN9, le vol se déroule de manière normale jusqu'à la manœuvre de retournement finale. Comme prévu, les trois moteurs sont rallumés à la fin de la chute contrôlée, puis deux se sont éteints l'un après l'autre, et la manœuvre d'atterrissage s'est terminée avec un moteur. L'atterrissage est brutal (la vitesse au moment du contact avec le sol est estimée à 10 m/s), les jambes d'atterrissage sont écrasées et le SN10 rebondit légèrement. Malgré tout, SN10 est le premier prototype de Starship à réussir un atterrissage vertical après une manœuvre de retournement. Cependant, des flammes ont pu être observées à la base de la jupe après l'atterrissage, et le prototype a fini par exploser un peu plus de huit minutes après son atterrissage. Par la suite, Elon Musk a donné des explications sur l'origine de l'atterrissage brutal. Il semblerait que la poussée de l'unique moteur fonctionnant lors des dernières secondes de l'atterrissage ait été plus faible que prévu. Cela serait dû à l'ingestion de bulles d'hélium par le moteur. En effet, pour résoudre les problèmes de basses pressions rencontré par SN8, le méthane gazeux utilisé pour pressuriser le header tank selon la méthode de la pressurisation autogène (une petite partie du carburant est réchauffée au contact de la chambre de combustion et est réinjectée sous pression dans le réservoir) a été remplacé par de l'hélium gazeux sous pression. Un autre dysfonctionnement ayant eu lieu lors de l'atterrissage du SN10 est le mauvais déploiement de certains pieds d'atterrissage. La violence de l'atterrissage semble avoir été à l'origine d'une fuite et d'un incendie, qui ont fini par conduire à l'explosion du véhicule.
Le Starship SN11 est le onzième prototype de Starship, et le quatrième de la série d'architecture similaire à celle du SN8. Après avoir subi les tests usuels dont plusieurs tirs statiques et un échange de moteur, SN11 décolle le 30 mars 2021 dans un épais brouillard. Le SN11 atteint son apogée de 10 km quatre minutes après le décollage, les trois moteurs Raptor sont stoppés pour commencer la chute libre. Après 5 minutes et 49 secondes de vol, à l'instant où le Starship rallume ses moteurs, le contact avec le véhicule est perdu et l'appareil explose avant de toucher le sol,. Selon Elon Musk, une surpression de carburant consécutive à une fuite de méthane serait la cause d'« un incendie sur le moteur 2 et une partie de l’avionique, provoquant un démarrage difficile lors de la tentative d’atterrissage dans une turbopompe méthane ».

### StarshipSN12, SN13 et SN14
Les Starships SN12, SN13 et SN14 sont trois prototypes dont la construction débute en septembre 2020 pour SN12, et respectivement en novembre et en octobre 2020 pour SN13 et SN14, avant d'être abandonnée début janvier 2021. Seul SN12 atteint un stade avancé de construction, avant d'être démantelé à partir du 23 janvier. Les trois prototypes sont identiques dans leur conception aux SN8, SN9, SN10 et SN11. Cependant, devant le succès global (hormis le crash à l'atterrissage) du vol du SN8 le 9 décembre 2020, il est décidé peu après d'abandonner la construction des prototypes SN12, SN13 et SN14 pour laisser plus rapidement place au SN15, ce dernier apportant des « améliorations majeures ».

### StarshipSN15 et SN16

Starship SN16, septembre 2021.

Le Starship SN15 prend la suite des Starships SN8 à SN14 en étant le cinquième vol à haute altitude de cette série de prototypes. Par rapport à ces derniers, il apporte des centaines d'améliorations. Parmi celles-ci, on retrouve notamment l'ajout d'une antenne Starlink pour permettre au prototype d'accéder au réseau Internet haut débit, ainsi que plusieurs centaines de tuiles de protection thermiques qui améliorent le bouclier thermique. Assemblé dans la HighBay, il est transporté sur l'aire de lancement A le 8 avril. Les 26 et 27 avril 2021, SN15 réalise plusieurs mises à feu statiques avec succès. Il est d'ailleurs annoncé que les moteurs Raptor améliorés du prototype SN15 n'ont pas rencontré de problèmes lors des mises à feu statiques, contrairement aux moteurs Raptor des autres prototypes, qui avaient même conduit à un changement. Le SN15 réalise son vol d'essai le 6 mai 2021. Toutes les étapes du vol sont réussies et il devient le premier prototype de Starship à réussir son atterrissage. Comme pour SN10, un incendie se déclare au niveau des moteurs juste après l'atterrissage, mais il est finalement éteint environ huit minutes plus tard grâce aux lances à incendie télécommandées installées aux abords de l'aire d'atterrissage. Après plusieurs jours d'inspection, SN15 est transporté sur l'aire de lancement suborbital B. Il semblerait que SpaceX veuille a minima conduire certains tests sur le premier prototype à avoir survécu à un vol de 10 km d'altitude, et aurait même pu tenter de réaliser un deuxième vol avec le prototype. Le 26 mai 2021, le prototype SN15 est finalement retiré de l'aire B pour être transporté sur le site de production.
Le Starship SN16 est le deuxième prototype similaire à SN15. Après avoir été entièrement construit, il a été déplacé fin juin à côté de SN15 sur le site de production en attente d'instruction supplémentaire, même si Elon Musk a émis la possibilité, qui a par la suite été abandonné, d'utiliser SN16 pour un vol d'essai hypersonique.

### Starship SN17, SN18 et SN19
Ces trois prototypes ont subi le même sort que les Starship SN12, SN13 et SN14 avant eux et ont été abandonnés. En effet, ils sont rendus obsolètes par le Starship S20 qui apporte des centaines d'améliorations par rapport à ces derniers. Aucun des trois véhicules n'a jamais atteint un stade d'assemblage avancé et les quelques éléments ont depuis été mis au rebut.

### Starship S20, S21, S22 et S23

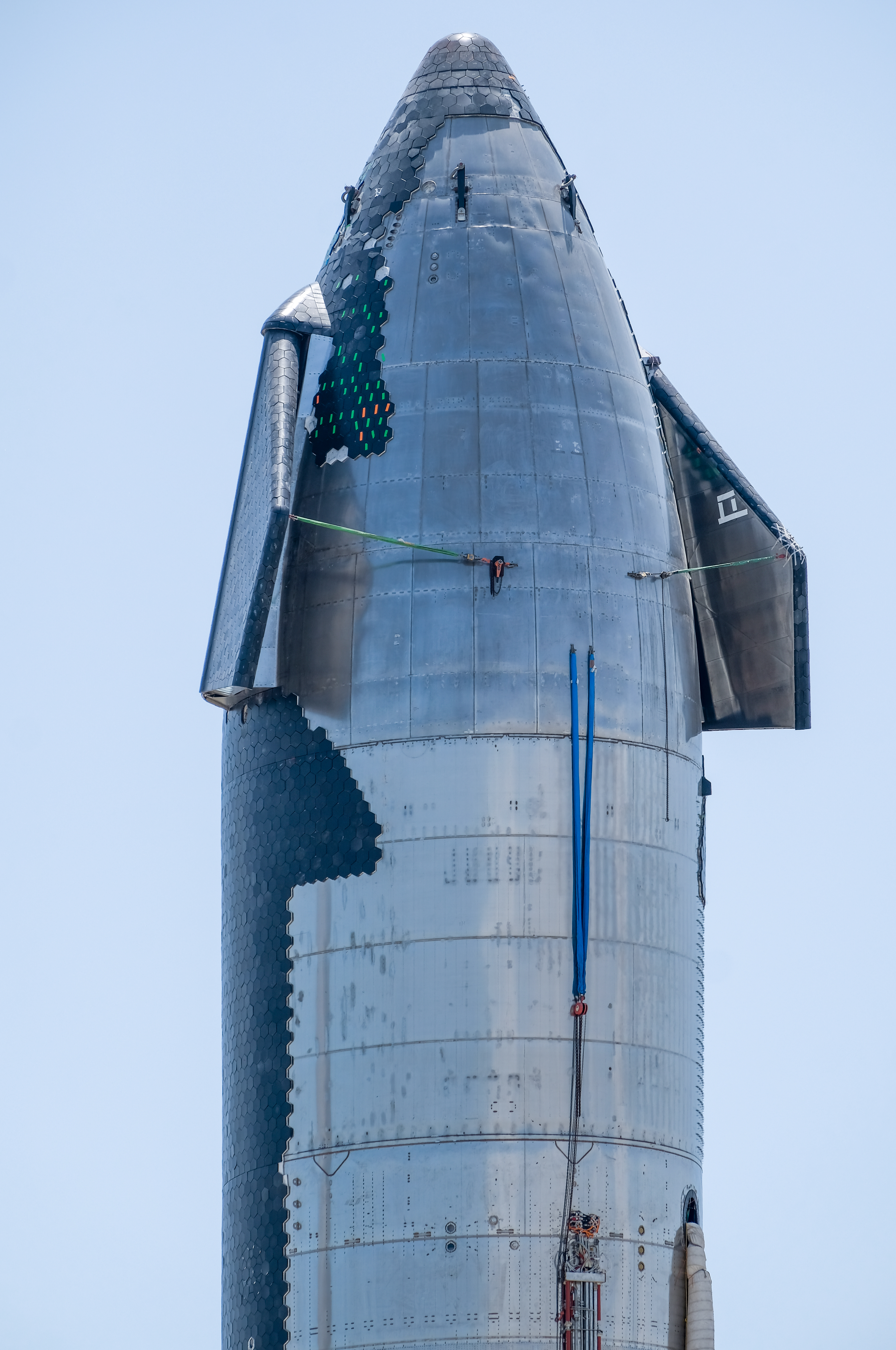
Cône du Starship S20.

Le Starship S20 a été le premier prototype assemblé sur un SuperHeavy. Il était prévu initialement qu'il soit le premier prototype à réaliser un vol orbital, mais les retards successifs pour obtenir l'autorisation du vol par la Federal Aviation Administration (FAA) ont conduit SpaceX à choisir le S24 pour le vol orbital. De ce fait, les prototypes suivants ont également été abandonnés. Le S21 a été partiellement construit puis démantelé, le S22 a été entièrement construit puis démantelé et le S23 n'a même pas été assemblé.

## Les prototypes de l'étageSuperHeavy

### SuperHeavy  BN1, BN2 et B3
Le SuperHeavy BN1 (Booster Number 1) est le premier prototype de SuperHeavy. Le 18 mars 2021, l'assemblage des deux sections de BN1, à savoir les réservoirs de méthane liquide et d'oxygène liquide, a lieu dans la High Bay. Ce premier prototype de SuperHeavy sert de test de production afin d'acquérir de l'expérience dans la construction d'un tel composant. Il n'est destiné ni à voler ni même à effectuer des tests au sol. Il est désormais démantelé.
Aperçues pendant plusieurs mois, les sections de BN2 ont été longtemps stockées sur le site de production de Boca Chica Village. Néanmoins, une bonne partie de ces sections ont été recyclées pour d'autres prototypes. BN2 est finalement un réservoir d'essai qui a permis de tester les soudures et l'architecture générale du SuperHeavy
L'assemblage du SuperHeavy B3 (le préfixe « B » signifie booster) commence le 15 mai 2021 dans la HighBay. Initialement prévu pour être le booster du premier vol orbital, il ne servira finalement que pour des tests au sol. Après avoir été transporté sur l'aire (pad) suborbital A, le 1er juillet 2021 et après avoir subi un test de remplissage cryogénique, trois Raptor sont installés sur B3 afin d'effectuer une mise à feu statique le 20 juillet 2021. Il est ensuite démantelé après avoir effectué tous ses tests.

### SuperHeavy B4, B5 et B7
Le B4 est le premier SuperHeavy équipé de 29 moteurs Raptor disposés en un cercle extérieur de 20 Raptors fixes, un cercle intérieur de 8 moteurs orientables et enfin 1 moteur central orientable. Il demeure aujourd'hui à un site de stockage après avoir subi de nombreux tests au sol, notamment de remplissage de ses réservoirs.
Le SuperHeavy B5 est un prototype très similaire à B4, cependant plusieurs modifications sont faites comme l'ajout d'au moins un réservoir d'atterrissage. Il a néanmoins été démantelé, étant obsolète face au B7.
Le B7 possède de nombreuses améliorations par rapport aux anciens SuperHeavy, la plus notable étant l'utilisation de la deuxième version du moteur Raptor, capable de générer environ 25% de poussée en plus que la précédente. Le nombre de moteurs a également été modifié, passant à 33 Raptors, le cercle intérieur possède maintenant 10 moteurs et trois moteurs centraux sont présents. Le B7 est également doté de nouvelles structures aérodynamiques sur ses côtés. Il est devenu le premier prototype à réaliser un allumage d'un de ses moteurs sur le pas de tir orbital de Boca Chica le 9 août 2022, puis deux jours plus tard, c'est un allumage d'une durée de 20 secondes qui est effectué afin de tester la pressurisation autogène du système.

## Liste des prototypes construits
À l'exception des prototypes Mk2 et Mk4, qui ont été construits à Cocoa Beach en Floride, tous les articles de tests furent construits sur le site de Boca Chica Village, au Texas.
| Nom                  | Début de la construction | Transport      | Désaffecté     | Site de construction      | Statut    | Vols |
| -------------------- | ------------------------ | -------------- | -------------- | ------------------------- | --------- | ---- |
| Prototype Starhopper | Décembre 2018            | Mars 2019      | Août 2019      | Boca Chica Village, Texas | Retraité  | 2    |
| Starship Mk1         | Décembre 2018            | Octobre 2019   | Novembre 2019  | Boca Chica Village, Texas | Détruit   | 0    |
| Starship Mk2         | Mai 2019                 | N/A            | Novembre 2019  | Cocoa Beach, Floride      | Abandonné | 0    |
| Starship Mk4         | Septembre 2019           | N/A            | Novembre 2019  | Cocoa Beach, Floride      | Abandonné | 0    |
| Starship SN1 (MK3)   | Octobre 2019             | Février 2020   | Février 2020   | Boca Chica Village, Texas | Détruit   | 0    |
| Test Tank TT1        | Janvier 2020             | Janvier 2020   | Janvier 2020   | Boca Chica Village, Texas | Détruit   | N/A  |
| Test Tank LOX HTT    | Janvier 2020             | Janvier 2020   | Janvier 2020   | Boca Chica Village, Texas | Détruit   | N/A  |
| Test Tank TT2        | Janvier 2020             | Janvier 2020   | Janvier 2020   | Boca Chica Village, Texas | Détruit   | N/A  |
| Test Tank SN2        | Février 2020             | Mars 2020      | Mars 2020      | Boca Chica Village, Texas | Retraité  | N/A  |
| Starship SN3         | Mars 2020                | Mars 2020      | Avril 2020     | Boca Chica Village, Texas | Détruit   | 0    |
| Starship SN4         | Mars 2020                | Avril 2020     | Mai 2020       | Boca Chica Village, Texas | Détruit   | 0    |
| Starship SN5         | Avril 2020               | Juin 2020      | Février 2021   | Boca Chica Village, Texas | Démantelé | 1    |
| Starship SN6         | Mai 2020                 | Août 2020      | Janvier 2021   | Boca Chica Village, Texas | Démantelé | 1    |
| Test Tank SN7        | Mai 2020                 | Juin 2020      | Juin 2020      | Boca Chica Village, Texas | Détruit   | N/A  |
| Test Tank SN7.1      | Juillet 2020             | Septembre 2020 | Septembre 2020 | Boca Chica Village, Texas | Détruit   | N/A  |
| Starship SN8         | Juillet 2020             | Septembre 2020 | Décembre 2020  | Boca Chica Village, Texas | Détruit   | 1    |
| Starship SN9         | Août 2020                | Décembre 2020  | Février 2021   | Boca Chica Village, Texas | Détruit   | 1    |
| Starship SN10        | Septembre 2020           | Janvier 2021   | Mars 2021      | Boca Chica Village, Texas | Détruit   | 1    |
| Starship SN11        | Septembre 2020           | Mars 2021      | Mars 2021      | Boca Chica Village, Texas | Détruit   | 1    |
| SuperHeavy BN1       | Septembre 2020           | N/A            | Mars 2021      | Boca Chica Village, Texas | Démantelé | N/A  |
| Starship SN12        | Septembre 2020           | N/A            | Janvier 2021   | Boca Chica Village, Texas | Abandonné | 0    |
| Starship SN14        | Octobre 2020             | N/A            | Janvier 2021   | Boca Chica Village, Texas | Abandonné | 0    |
| Starship SN13        | Novembre 2020            | N/A            | Janvier 2021   | Boca Chica Village, Texas | Abandonné | 0    |
| Starship SN15        | Novembre 2020            | Avril 2021     | Mai 2021       | Boca Chica Village, Texas | Retraité  | 1    |
| Starship SN16        | Décembre 2020            | N/A            | Juin 2021      | Boca Chica Village, Texas | Abandonné | 0    |
| Starship SN17        | Décembre 2020            | N/A            | Mai 2021       | Boca Chica Village, Texas | Abandonné | 0    |
| Test Tank SN7.2      | Décembre 2020            | Janvier 2021   | Mars 2021      | Boca Chica Village, Texas | Démantelé | N/A  |
| Test Tank BN2        | Janvier 2021             | Juin 2021      | Juin 2021      | Boca Chica Village, Texas | Retraité  | N/A  |
| Starship SN18        | Janvier 2021             | N/A            | Avril 2021     | Boca Chica Village, Texas | Abandonné | 0    |
| Starship SN19        | Février 2021             | N/A            | Avril 2021     | Boca Chica Village, Texas | Abandonné | 0    |
| Starship S20         | Mars 2021                | Août 2021      | Mars 2021      | Boca Chica Village, Texas | Retraité  | 0    |
| SuperHeavy B3        | Mars 2021                | Juillet 2021   | Août 2021      | Boca Chica Village, Texas | Démantelé | 0    |
| Test Tank B2.1       | Avril 2021               | Novembre 2021  | Janvier 2022   | Boca Chica Village, Texas | Retraité  | N/A  |
| SuperHeavy B4        | Juillet 2021             | Août 2021      | Mars 2021      | Boca Chica Village, Texas | Retraité  | 0    |
| SuperHeavy B5        | Juillet 2021             | N/A            | Décembre 2021  | Boca Chica Village, Texas | Abandonné | 0    |
| Starship S21         | Août 2021                | N/A            | Décembre 2021  | Boca Chica Village, Texas | Abandonné | 0    |
| Starship S22         | Septembre 2021           | N/A            | Décembre 2021  | Boca Chica Village, Texas | Abandonné | 0    |
| Test Tank B6         | Septembre 2021           | N/A            | N/A            | Boca Chica Village, Texas | Abandonné | N/A  |
| Starship S23         | Octobre 2021             | N/A            | Décembre 2021  | Boca Chica Village, Texas | Abandonné | 0    |
| SuperHeavy B7        | Novembre 2021            | Mars 2022      | Avril 2023     | Boca Chica Village, Texas | Détruit   | 1    |
| Starship S24         | Novembre 2021            | Juillet 2022   | Avril 2023     | Boca Chica Village, Texas | Détruit   | 1    |
| SuperHeavy B8        | Janvier 2022             | N/A            | N/A            | Boca Chica Village, Texas | N/A       | 0    |
| Starship S25         | Février 2022             | N/A            | Novembre 2023  | Boca Chica Village, Texas | Détruit   | 1    |
| SuperHeavy B9        | Février 2022             | N/A            | Novembre 2023  | Boca Chica Village, Texas | Détruit   | 1    |
| Starship S26         | Mars 2022                | N/A            | N/A            | Boca Chica Village, Texas | N/A       | 0    |

## Liste des tests suborbitaux (2019–2021)
| Vol n° | Date et heure (UTC) | Véhicule             | Site de lancement                | Altitude maximum | Durée        | Lancement | Atterrissage  |
| ------ | --- | -------------------- | -------------------------------- | ---------------- | ------------ | --------- | ------------- |
| -      | 4 avril 2019 à 0 h 56 | Prototype Starhopper | Boca Chica Village, Texas        | 1 m              | 3 secondes   | Succès    | Succès        |
| -      | Vol captif. |                      |                                  |                  |              |           |               |
| -      | 6 avril 2019 à 3 h 37 | Prototype Starhopper | Boca Chica Village, Texas        | 1 m              | 2 secondes   | Succès    | Succès        |
| -      | Vol captif |                      |                                  |                  |              |           |               |
| 1      | 25 juillet 2019 à 3 h 44 | Prototype Starhopper | Boca Chica Village, Texas        | 20 m             | 22 secondes  | Succès    | Succès        |
| 2      | 27 août 2019 à 22 h 02 | Prototype Starhopper | Boca Chica Village, Texas        | 150 m            | 57 secondes  | Succès    | Succès        |
| 3      | 4 août 2020 à 23 h 57 | Starship SN5         | Pad A, Boca Chica Village, Texas | 150 m            | 51 secondes  | Succès    | Succès        |
| 4      | 3 septembre 2020 à 5 h 47 | Starship SN6         | Pad A, Boca Chica Village, Texas | 150 m            | 51 secondes  | Succès    | Succès        |
| 5      | 9 décembre 2020 à 21 h 45 | Starship SN8         | Pad A, Boca Chica Village, Texas | 12,5 km          | 6 min 42 sec | Succès    | Échec         |
| 5      | Écrasement puis explosion. Les objectifs principaux du vol (descente stable et contrôlée, rallumage des moteurs et manœuvre de redressement) sont cependant atteints. |                      |                                  |                  |              |           |               |
| 6      | 2 février 2021 à 19 h 25 | Starship SN9         | Pad B, Boca Chica Village, Texas | 10 km            | 6 min 26 sec | Succès    | Échec         |
| 6      | Écrasement puis explosion. |                      |                                  |                  |              |           |               |
| 7      | 4 mars 2021 à 22 h 14 | Starship SN10        | Pad A, Boca Chica Village, Texas | 10 km            | 6 min 29 sec | Succès    | Échec partiel |
| 7      | Le prototype atterrit à la verticale, mais tape assez fort en arrivant sur l'aire d'atterrissage. Il explose 8 min 11 s après son atterrissage, probablement en raison des déformations subies par sa structure lors de l'impact.                                                                                  |                      |                                  |                  |              |           |               |
| 8      | 30 mars 2021 à 13 h 00 | Starship SN11        | Pad B, Boca Chica Village, Texas | 10 km            | 5 min 49 sec | Succès    | Échec         |
| 8      | Explosion à la fin de la chute libre, peu après le ré-allumage des moteurs à l'approche du sol. Une fuite de méthane sur le moteur no 2 a grillé une partie de l'avionique et la pression de la chambre de combustion a dépassé les limites prévues. Lors du vol, un brouillard rendait la visibilité quasi-nulle. |                      |                                  |                  |              |           |               |
| 9      | 5 mai 2021 à 22 h 24 | Starship SN15        | Pad A, Boca Chica Village, Texas | 10 km            | 6 min 08 sec | Succès    | Succès        |
| 9      | Le prototype atterrit à la verticale. Premier vol de test à haute altitude réussi. |                      |                                  |                  |              |           |               |